# Cristian Demuro
Cristian Demuro, (Marino, 8 juillet 1992) est un jockey italien participant aux courses de plat.

## Carrière
Né dans une famille liée aux courses, Cristian Demuro suit les traces de son père, ancien jockey, et de son frère aîné de 13 ans, Mirco Demuro, jockey star au Japon. Il débute à Milan chez l'entraîneur Bruno Grizzetti, pour lequel il remporte sa première victoire en 2009. En 2011, il devient Cravache d'or en Italie et conserve son titre avant de s'expatrier en Allemagne, puis en France où il s'installe définitivement en 2013. Régulièrement associé aux chevaux de Jean-Claude Rouget, il remporte un premier groupe 1 en France pour l'entraîneur palois en 2016, en selle sur La Cressonnière dans la Poule d'Essai des Pouliches. En 2020, Sottsass lui offre le Prix de l'Arc de Triomphe. 

## Principales victoires
France
- Prix de l'Arc de Triomphe – 2 – Sottsass (2020), Ace Impact (2023)
- Prix du Jockey Club – 3 – Brametot (2017), Sottsass (2019), Ace Impact (2023)
- Prix de Diane – 1 –  La Cressonnière (2016)
- Poule d'Essai des Pouliches – 2 –  La Cressonnière (2016) , Cœursamba (2021)
- Poule d'Essai des Poulains – 2 – Brametot (2017), Olmedo (2018)
- Grand Prix de Paris – 3 – Mont Ormel (2016), Feed The Flame (2023), Leffard (2025)
- Prix Ganay – 1 – Sottsass (2020)
- Prix Jean Romanet – 1 – Grand Glory (2021)
- Prix Saint-Alary– 1 –Tawkeel (2020)

 Italie
- Derby Italiano – 5 – Goldstream (2015), Mac Mahon (2017), Summer Festival (2018), Keep On Fly (2019), Tokyo Gold (2021)
- Gran Premio di Milano – 2 – Biz the Nurse (2013), Wally (2021)
- Oaks d'Italie - 1 -  Klaynn (2025)

 Japon
- Queen Elizabeth II Cup - 2 - Geraldina (2022), Stunning Rose (2024)
- Oka Shō – 1 – Ayusan (2013)
- Hopeful Stakes – 1 – Time Flyer (2017)
- Hanshin Juvenile Fillies – 1 – Danon Fantasy (2018)

 Dubaï
- Dubai Sheema Classic – 1 – Shahryar (2022)
- Dubaï Turf – 1 – Soul Rush (2025)